# Diva Depressão
Diva Depressão é um canal brasileiro no YouTube de entretenimento, humor e LGBT, que foi criado em 2013 pelo casal de influenciadores digitais,  blogueiros e apresentadores brasileiros, Eduardo “Edu” Martini Camargo (São Caetano do Sul, 26 de maio de 1989) e Filipe “Fih” José de Oliveira (São Caetano do Sul, 7 de junho de 1988), após o sucesso da página no Facebook que leva o mesmo nome. Nos vídeos, falam sobre o universo da internet e das divas pop, compartilham vlogs sobre suas vivências, comentam eventos e festas. Um dos quadros de maior sucesso do canal é o Piores Looks, onde Edu e Fih analisam os looks de youtubers e celebridades. Outro sucesso do canal são as lives de coberturas de eventos como o UÓscar, cobertura do Óscar, e o reality Corrida das Blogueiras, uma competição entre influenciadores.

## Corrida das Blogueiras
O Corrida das Blogueiras é o reality show apresentado pela plataforma Youtube onde participantes concorrem a Coroa de Cola Quente. Eles devem passar por provas que incluem maquiagem, DIY e técnicas de apresentação em diversas mídias.

## Podcasts
- Filhos da Grávida de Taubaté: lançado em março de 2019, junto com a também youtuber e influenciadora digital, Maíra Medeiros do canal Nunca Te Pedi Nada, o podcast trata sobre diversos assuntos da sociedade com um olhar cômico, inclusive com comentários de situações pessoais dos criadores.[7] Também, dão dicas sobre os pedidos de conselho, enviados pelos ouvintes. O podcast deixou de ter novos episódios em 2021.[8]
- FDGames: um podcast original Spotify e spin-off do podcast Filhos Da Grávida de Taubaté, foi lançado em outubro de 2020, também em parceria com a Maíra Medeiros, do canal Nunca te Pedi Nada. Todo episódio possui algum jogo para trazer um ambiente leve e que permita o ouvinte participar junto com os apresentadores. Deixou de ter novos episódios em 2021.[9]
- Divã da Diva: podcast de humor lançado em 2022 que vai até os dias atuais.
- Divã da Diva Para Íntimos: Projeto feito para apoiadores onde Edu e Fih contam relatos próprios e dos apoiadores e trocam experiências e conselhos. Apresentados nas plataformas: Apoia-se e Orelo, cujo apoio mensal é de R$10,00.

## Filmografia

### Internet
| Ano           | Título                             | Papel          | Notas                                  | Ref.   |
| ------------- | ---------------------------------- | -------------- | -------------------------------------- | ------ |
| 2013–presente | Eduardo Camargo                    | Ele mesmo      | Diva Depressão                         | [ 10 ] |
| 2013–presente | Filipe Oliveira                    | Ele mesmo      | Diva Depressão                         | [ 10 ] |
| 2018–presente | Corrida das Blogueiras             | Apresentadores | Diva Depressão, DiaTV                  |        |
| 2019          | Rock in Tube                       | Apresentadores | Rock in Rio                            |        |
| 2019–presente | Gastronodiva                       | Apresentadores | DiaTV                                  | [ 11 ] |
| 2020          | Prêmio Multishow                   | Apresentadores | Multishow                              |        |
| 2020          | Batalha da Bricolagem              | Apresentadores | Leroy Merlin                           |        |
| 2020          | Triangulando                       | Convidados     | Programa de Thelma Assis               |        |
| 2021          | EAD da Diva                        | Apresentadores | Diva Depressão                         |        |
| 2021          | Sinta-se em Casa                   | Convidados     | Globoplay                              |        |
| 2021          | Batalha da Bricolagem Leroy Merlin |                | Leroy Merlin                           | [ 12 ] |
| 2021          | Casa QuintoAndar                   | Convidados     | QuintoAndar                            | [ 13 ] |
| 2024          | Blogueirinha, a Feia               | Duda           | Dia Tv/Canal YouTube - Blogueirinha    |        |
| 2024          | Blogueirinha, a Feia               | Naja           | Dia Tv/Canal YouTube - Blogueirinha    |        |
| 2025          | MasterChef - Versão Creator        | Apresentadores | Canal Oficial do Youtube do MasterChef |        |

## Premiações
| Ano  | Organização  | Recipiente(s)  | Categoria              | Resultado |
| ---- | ------------ | -------------- | ---------------------- | --------- |
| 2023 | Prêmio iBest | Diva Depressão | Celebridades e Fofocas | Venceu    |

## Controvérsia
Em 2020, o nome do canal Diva Depressão chegou aos assuntos mais comentados do Twitter no Brasil após fãs da cantora Demi Lovato descobriram tweets antigos deles fazendo piadas consideradas gordofóbicas sobre a artista e seu corpo em Cool for the Summer. O site PopTime publicou sobre os tweets antigos e os youtubers se defenderam nas respostas: "Sobre esses tweets antigos, já falamos muita m**** na internet, pra vcs terem uma ideia tinhamos uma estampa de camiseta na nossa loja escrita “pra falar mal de mim é fácil, dificil é vestir 36”. Graças a Deus (sic) nos descontruímos o suficiente pra entender q piada assim não se faz.."